# Planorbis macedonicus
Planorbis macedonicus is een slakkensoort uit de familie van de Planorbidae. De wetenschappelijke naam van de soort is voor het eerst geldig gepubliceerd in 1894 door Sturany.